# 香港—格魯吉亞關係
香港與格魯吉亞關係，是格魯吉亞和香港之間的關係。
格魯吉亞和香港的關係可以追溯到1991年，當時格魯吉亞從蘇聯獨立並與英國建立了外交關係。當時香港是聯合王國的一個附屬地區，跟隨英國人進行外交工作，立即承認格魯吉亞的獨立以及與該國建立的關係。在英國於一九九七年撤離香港後，兩地繼續發展友好關係。
兩地於2016年9月至2017年4月期間進行自由貿易協定談判，旨在針對消除或降低關稅、非關稅壁壘的自由化、促進雙邊貿易及為產地來源規則提供彈性、便利海關程序、投資自由化以及促進和保護投資、服務貿易自由化、以及就該自由貿易協定的法律和體制安排和爭端解決機制進行磋商，最終於2018年6月28日簽訂協定。協定於2019年2月13日生效，涵蓋貨物及服務貿易、投資、爭端解決機制及其他相關範疇。時任香港商務及經濟發展局局長邱騰華表示，格魯吉亞是一個極具發展潛力的新興市場，香港首次與高加索地區國家締結自由貿易協定，相信有助港商開拓格魯吉亞和「一帶一路」倡議所涵蓋的高加索地區的市場。在2022年，香港與格魯吉亞的貿易總額為四億一千萬港元。格魯吉亞在香港貨物貿易夥伴中排行103。香港則在2021年格魯吉亞的貿易夥伴中排行19。
因為香港受到香港基本法的限制，所以雙方關係多是集中在經濟，社會和文化方面，不包括政治軍事，雙方在幾個國際組織中共存。

## 外部連結
- 香港特別行政區工業貿易署 - 中國香港與格魯吉亞的自由貿易協定 （页面存档备份，存于）